# 石崎涼馬
朝翠龍 涼馬（あさすいりゅう りょうま、2000年8月9日 - ）は、大阪府四條畷市出身で、高砂部屋所属の現役大相撲力士。本名は石崎 涼馬。身長172.0cm、体重119.0kg。最高位は東幕下2枚目（2025年7月場所）。2025年9月場所より十両に昇進し、四股名を朝翠龍 （あさすいりゅう）に改名する。
兄は同じ高砂部屋に所属している朝紅龍琢馬。

## 来歴
四條畷市立くすのき小学校3年時に地元の四條畷相撲連盟で相撲を始め、小学校6年時に全日本小学生相撲優勝大会で3位、中学校3年時に全国中学校相撲選手権大会個人ベスト8の実績を残した。明徳義塾高校を経て日本体育大学スポーツ文化学部武道教育学科に進学し、大学時代は1年時に全国学生相撲個人体重別選手権大会115kg級優勝、3年時に東日本学生相撲個人体重別選手権大会135kg未満級優勝、4年時に全日本相撲選手権大会3位などの実績を残した。大学卒業後は滋賀県立長浜養護学校の教員となり、実業団選手として全国教職員相撲選手権個人戦優勝、国体滋賀県代表、全日本選手権3位などの実績を残した。
しかし、日体大相撲部の同期だった大の里や阿武剋の活躍に刺激を受け、「後悔しないように、若いうちにできることをやろうと思った」と角界入りを決意。2024年5月30日、日本相撲協会の理事会で幕下最下位格付出が承認され、高砂部屋に入門することが発表された。初土俵の7月場所は3番相撲で敗れたのみで6勝1敗。9月場所は初日の勝利の後3連敗し後が無くなったものの3連勝で勝ち越し。11月場所は7月場所同様3番相撲で敗れたものの6勝1敗。
2025年1月場所、西幕下8枚目で6連勝し、あと1勝すれば初優勝とともに十両昇進というところまで辿り着くも、7番相撲で夢道鵬に敗れ優勝と十両昇進を逃す。3月場所は西幕下筆頭となり、3勝3敗であと1勝すれば十両昇進の可能性もあったものの、十両風賢央との取組に逆転で敗れ3勝4敗、入門以来初の負け越しとなる。続く5月場所を4勝3敗と勝ち越し、東幕下2枚目で臨んだ7月場所は6勝1敗と大きく勝ち越して、7月30日の番付編成会議にて翌9月場所での十両昇進が決定。史上24組目の兄弟関取になった。十両昇進と同時に四股名を朝翠龍に改名することも発表された。
師匠や兄の四股名から「朝」と「龍」を取り、「翠」という漢字は翡翠の石のように技や心を磨いて光っていくようにという思いが込められている。同時に同部屋からは朝白龍が新十両、朝乃山が再十両昇進し、同部屋から3人同時の十両昇進は1979年秋場所で琴の龍と琴千歳が新十両、琴立山が再十両の佐渡ケ嶽部屋以来の46年ぶりであり、同部屋から新十両同時昇進となるのは二所ノ関部屋の大の里と白熊以来である。

## 主な成績
2025年7月場所終了現在

### 通算成績
- 通算成績：35勝14敗（7場所）

### 場所別成績
| | 一月場所 初場所（東京） | 三月場所 春場所（大阪） | 五月場所 夏場所（東京） | 七月場所 名古屋場所（愛知） | 九月場所 秋場所（東京） | 十一月場所 九州場所（福岡） |
| --- | ----------------------- | ----------------------- | ----------------------- | --------------------------- | ----------------------- | --------------------------- |
| 2024年 （令和6年） | x                       | x                       | x                       | 幕下付出60枚目 6–1          | 西幕下29枚目 4–3        | 東幕下22枚目 6–1            |
| 2025年 （令和7年） | 西幕下8枚目 6–1         | 西幕下筆頭 3–4          | 東幕下4枚目 4–3         | 東幕下2枚目 6–1             | 十両 –                  | x                           |
| 各欄の数字は、「勝ち-負け-休場」を示す。 優勝 引退 休場 十両 幕下 三賞：敢=敢闘賞、殊=殊勲賞、技=技能賞 その他：★=金星 番付階級：幕内 - 十両 - 幕下 - 三段目 - 序二段 - 序ノ口 幕内序列：横綱 - 大関 - 関脇 - 小結 - 前頭（「#数字」は各位内の序列） |                         |                         |                         |                             |                         |                             |

## 改名歴
- 石崎 涼馬（いしざき りょうま）2024年7月場所 - 2025年7月場所
- 朝翠龍 涼馬（あさすいりゅう りょうま）2025年9月場所